# Малов, Василий Иванович
Василий Иванович Малов (20 июля (2 августа) 1902, Малая Рёжа, Российская империя — 1978, Ленинград, СССР) — советский моряк, руководитель Северо-западного речного пароходства в годы Великой Отечественной войны, генерал-директор речного флота СССР 3 ранга. С именем Василия Малова связана организация работы пароходства в условиях блокады Ленинграда и управление водными перевозками по Дороге Жизни.

## Биография

### Ранние годы
Василий Малов родился 20 июля (2 августа) 1902 в селе Малая Рёжа Шуморовской волости Мологского уезда Ярославской губернии (ныне — часть Некоузского района, затопленная водами Рыбинского водохранилища) в семье машиниста колёсного парохода «Виктория» Ивана Сергеевича Малова. К 1915 году Василий окончил начальное училище, где в том числе овладел грамотой, и в возрасте 13 лет решил связать свою жизнь с речным флотом, а потому до 1918 года работал на должностях кочегара и масленщика на различных частных пароходах, курсировавших по Волге. В 1918 году, после национализации транспорта, Василий стал работать помощником машиниста, но почти сразу записался добровольцем в Волжскую речную флотилию РККА, где воевал в составе экипажа канонерской лодки «Ваня-коммунист» и принимал участие в боевых действиях против войск на Каме.
По окончании Гражданской войны, в 1921 году, Василий поступил в Рыбинский техникум водного транспорта, где в зимнее время осваивал теорию судовождения, а в сезон навигации работал на пароходах рулевым и помощником командира. В 1924 году, окончив училище, Малов стал техником-судоводителем и даже успел поработать на должности капитана парохода, но был призван в армию, где окончил школу курсантов комсостава и направлен для прохождения службы в 6-ю Орловскую дивизию. В 1929 году вернулся в Рыбинск и устроился старшим контролёром в Рыбинское районное управление водного транспорта. В 1934 году Малов стал его начальником, но получил перевод в Ленинград, где занял должность заместителя главного диспетчера Северо-Западного речного пароходства. Здесь же с 1936 по 1939 год он отучился в Ленинградском институте инженеров водного транспорта, после чего был назначен начальником службы эксплуатации Восточного центрального управления речного флота. В ходе учёбы, 9 октября 1937 года, Василий Малов был арестован на 2 месяца по ложному доносу.

### Вторая мировая война
К Зимней войне Малов стал начальником Северного центрального управления речного флота Наркомата Речного флота СССР в звании капитан-лейтенанта речного флота, что сделало его фактическим руководителем всех речных пароходств Северо-западного водного бассейна СССР. В ходе боевых действий он, силами Северо-западного пароходства, обеспечивал транспортировку войск, раненых и грузов по Ладоге, суда пароходства совместно с Ладожской военной флотилией обеспечивали высадку десантов на вражеской территории.
В навигацию 1941 года, с июля по август, судами пароходства проводилась эвакуация как с занимаемых противником районов (например, из Сортавальско-Кексгольмского мешка были вывезены 3 дивизии с вооружением), так и из Ленинграда, над которым нависла угроза окружения (было эвакуировано 33 недостроенных судна, около 70 тысяч тонн оборудования и более 120 тысяч человек). С началом ледостава приказом Малова большая часть судов была выведена по Волго-балтийскому пути в тыловые районы страны для подготовки к навигации 1942 года.
Василий Малов стал одним из главных организаторов водного маршрута Дороги жизни: в январе 1942 года под его началом были развёрнуты работы по строительству Кобоно-Кареджского порта и расширению портов Морье, Осиновец и Гольцмана. К концу навигации расширенные ладожские порты могли принять до 80 кораблей одновременно. После снятия блокады, в апреле 1944 года, Василий Малов был назначен начальником Северо-западного речного пароходства, а его коллектив был отмечен знаменем Государственного комитета обороны.

### Послевоенные годы
После войны основные усилия Василия Ивановича были направлены на восстановление хозяйства пароходства и разминирование внутренних вод. В это время активно вводились в строй восстановленные и новые суда. 29 мая 1948 года Василию Малову постановлением Совмина было присвоено звание генерал-директора речного флота 3 ранга. С 1953 года, после преодоления послевоенных проблем под руководством Малова была начата модернизация хозяйства пароходства, что к 1956 году сделало его рентабельным. Среди кораблей пароходства появились трёхпалубные круизные теплоходы и суда класса «река-море». В 1961 году Василий Малов вышел на пенсию.
В 1978 году Василий Иванович Малов скончался в Ленинграде и был похоронен на Серафимовском кладбище.

## Семья
Василий Иванович Малов был женат на Александре Ивановне, супруги воспитали пятерых детей. Двое сыновей — Новомир и Олег — окончили Ленинградское речное училище и в разной степени связали свою жизнь с торговым флотом. Дочь Гертруда — известный библиограф и библиотековед.

## Награды и память

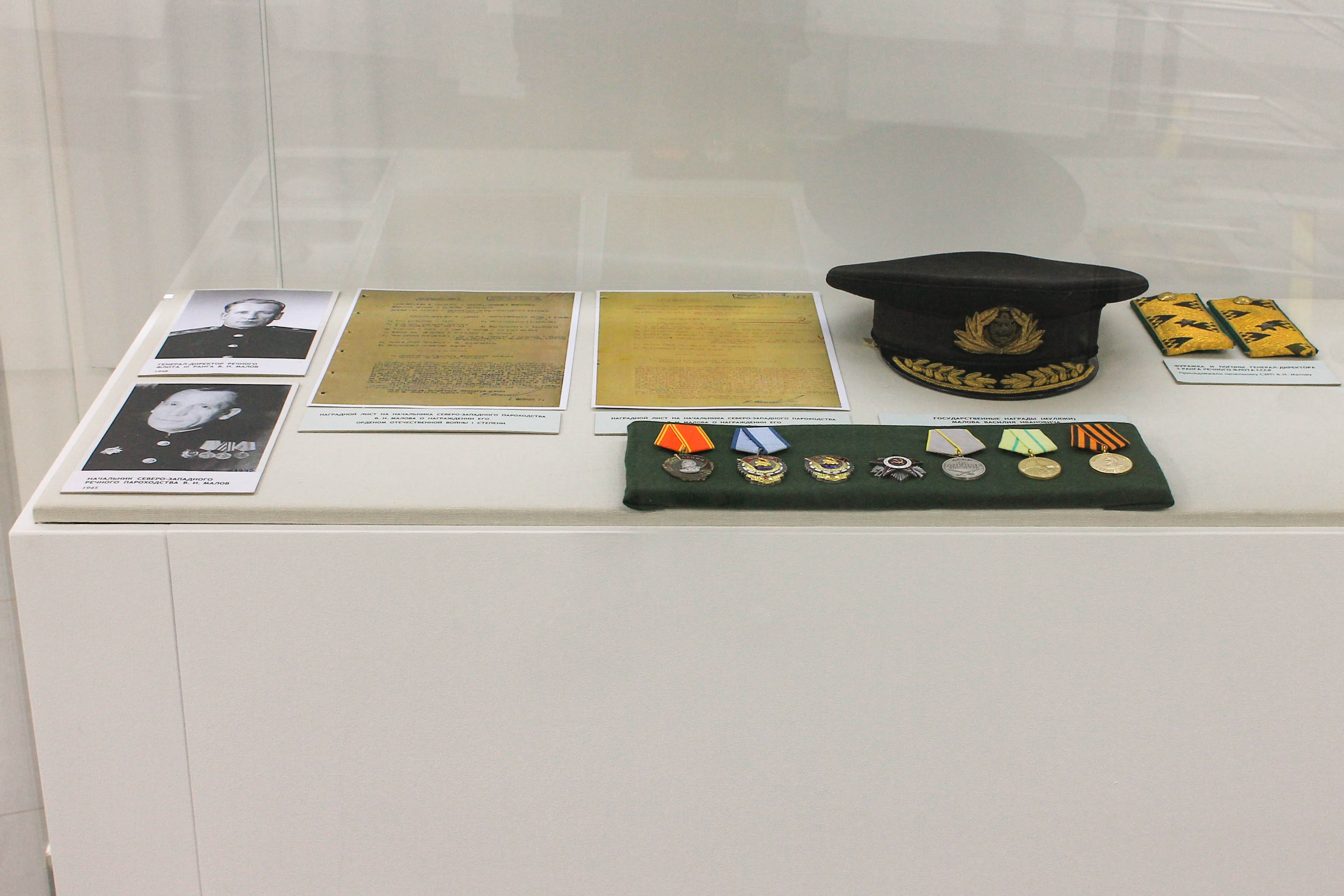
Витрина с фотографиями и личными вещами Василия Малова в Ладожском отделении ЦВММ

За годы службы на различных должностях Василий Иванович Малов был неоднократно награждён государственными наградами, в том числе:
- Орден Ленина;
- 2 ордена Трудового Красного Знамени;
- Орден Отечественной войны II степени (16 ноября 1945 года);
- Орден «Знак Почёта»;
- Медаль «За боевые заслуги»;
- Медаль «За оборону Ленинграда» (22 декабря 1942 года);
- Медаль «За победу над Германией в Великой Отечественной войне» (9 мая 1945 года);
- Медаль «За доблестный труд в Великой Отечественной войне» (6 июня 1945 года).

В 1979 году именем Василия Малова был назван теплоход, построенный в Финляндии на верфи Турку во заказу Министерства речного флота СССР. Личные вещи Василия Малова, хранящиеся в коллекции Центрального военно-морского музея, выставлены в экспозиции музея в Осиновце, где ему посвящена часть витрины.